# Sabino Cassese
Sabino Cassese (Atripalda, 20 ottobre 1935) è un giurista italiano, già ministro per la funzione pubblica nel governo Ciampi (1993-1994) e giudice della Corte costituzionale (2005-2014).

## Studi e attività accademica
Figlio dello storico Leopoldo Cassese e fratello di Antonio, anch'egli giurista, professore di diritto internazionale, fu allievo dal 1952 al 1956 del Collegio medico-giuridico (allora annesso alla Scuola Normale Superiore di Pisa e attualmente Scuola superiore di studi universitari e di perfezionamento Sant'Anna), dove ebbe come maestro Massimo  Severo Giannini, laureandosi con lode all'Università di Pisa e diplomandosi presso la Scuola Normale Superiore - Collegio giuridico, con pieni voti assoluti nel 1956. Dopo il congedo dall'insegnamento, è stato nominato professore emerito della Scuola Normale Superiore di Pisa.
Ha lavorato all'Eni di Enrico Mattei dal 1958 fino al 1962, e come consulente alla programmazione durante l'esperienza governativa di Antonio Giolitti.
È passato all'insegnamento universitario nel 1961 a Urbino (Facoltà di Economia di Ancona, di cui è stato preside dal 1970 al 1974). Dopo essersi trasferito a Napoli per un anno, ha insegnato alla Scuola Superiore della Pubblica Amministrazione di Roma dal 1975 al 1983: da questa data è passato all'Università degli Studi di Roma "La Sapienza", dove ha insegnato prima diritto pubblico dell'economia nella facoltà di scienze politiche, poi, dal 1985, diritto amministrativo a giurisprudenza, fino al novembre 2005, quando è stato nominato giudice della Corte costituzionale. Ha insegnato anche all'Università degli Studi Suor Orsola Benincasa di Napoli, all'Istituto universitario europeo, all'Institut d'Etudes Politiques de Paris, alla Scuola Normale Superiore di Pisa e alla New York University. Dal 2013 è professore all'Università "Católic Global School of Law" di Lisbona e dal 2015 alla "School of Government" della Libera università internazionale degli studi sociali Guido Carli (Luiss) di Roma.
È stato visiting scholar alla Stanford Law School, all'Università di Berkeley e al Nuffield College di Oxford, e fellow del Wilson Center di Washington; è stato professeur associé all'Università di Nantes e di Parigi I e professor alla Hauser Global Law School della New York University. Dopo il perfezionamento post-universitario in diritto comparato con esperienze di ricerca a Monaco di Baviera, a Friburgo, a Londra, ha continuato per tutto il successivo mezzo secolo a svolgere un'attività di conferenziere in Italia e all'estero (Stati Uniti, Francia, Inghilterra, Germania, Spagna, Norvegia, Belgio, Polonia, Argentina, Cina, ecc.).
Ha contribuito alla definizione dell'amministrazione pubblica europea, nella veste di presidente dell'European Group of Public Administration dal 1987 al 1991, collaborando poi con l'OCSE alla riforma delle amministrazioni pubbliche dei Paesi dell'Europa centrale e orientale.
Nel 1990 fu lui a sostenere per primo l'idea dell'autonomia scolastica come nuova forma di assetto e di governo nella scuola alla Conferenza nazionale della scuola voluta dall'allora ministro dell'istruzione Sergio Mattarella, svoltasi a Roma dal 30 gennaio al 3 febbraio. Nel 2004 ha fondato, insieme ai suoi allievi, l'Istituto di Ricerche sulla pubblica amministrazione (IRPA), con sede in Roma.
Ha curato la "Guida alla facoltà di giurisprudenza" e ha fondato e presieduto la Commissione di orientamento della Università di Roma, ha diretto la Sezione di diritto amministrativo nell'Enciclopedia del diritto; la collana "La pubblica amministrazione" con La Nuova Italia Scientifica. Dirige la collana "Saggi di diritto amministrativo" (2003). Ha curato il "Corso di diritto amministrativo" in più volumi (Giuffrè) e il Dizionario di diritto pubblico (2006).
È direttore della Rivista trimestrale di diritto pubblico e del Giornale di diritto amministrativo.

## Attività pubblica
Ha fatto parte e presieduto numerose commissioni ministeriali di studio o di indagine e ha diretto vari progetti di ricerca e di analisi del Consiglio Nazionale delle Ricerche (CNR) tra cui, tra il 1987 e il 1994, il Progetto finalizzato all'organizzazione e il funzionamento della pubblica amministrazione.

È stato presidente della Commissione di indagine del patrimonio immobiliare pubblico della Presidenza del Consiglio dei ministri dal 1985 al 1987; presidente della Commissione per la riforma delle partecipazioni statali del Ministero delle partecipazioni statali nel 1988; presidente della Commissione di garanzia per l'attuazione della legge sullo sciopero nei servizi pubblici essenziali della Presidenza del Consiglio dei ministri dal 1990 al 1992; presidente, presso la Camera dei deputati, della Commissione speciale per l'esame dei progetti di legge recanti misure per la prevenzione e la repressione dei fenomeni di corruzione. Componente del Consiglio Superiore di statistica dell'Istituto centrale di statistica dal 1984 al 1990 e dal 1991 al 1993.

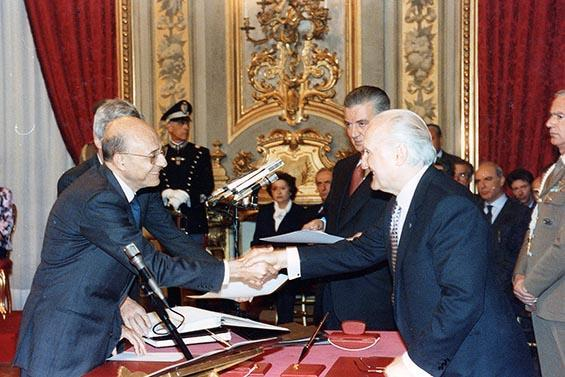
Sabino Cassese giura come ministro per la funzione pubblica nelle mani del presidente della Repubblica Oscar Luigi Scalfaro

È stato ministro per la funzione pubblica del governo Ciampi, dal 28 aprile 1993 al 10 maggio 1994. 
Il 4 novembre 2005 il presidente della Repubblica Carlo Azeglio Ciampi lo nomina giudice della Corte costituzionale, prestando giuramento il 9 novembre.
Durante l'elezione del presidente della Repubblica del 2013 si è fatto il suo nome quale possibile candidato alla presidenza della Repubblica, cosa che avviene anche nel 2022.
È stato componente di numerosi organi amministrativi di organismi pubblici e privati. Dal 1987 al 1992, è stato membro del consiglio di amministrazione dell'Ufficio italiano dei Cambi; dell'Olivetti, dal 1995 al 1996; di Autostrade per l'Italia e delle Assicurazioni Generali, dal 2000 al 2005, e di Lottomatica dal 2004 al 2005.
Dal 2000 al 2005 è stato presidente del Banco di Sicilia e, nel 2015, assume la presidenza della cooperativa CreditAgri Italia, ente di garanzia fidi e assistenza tecnica e finanziaria per la filiera agroalimentare italiana e la cooperazione, lasciata nel 2016, anno in cui è stato nominato membro del Consiglio superiore dell'European University Institute. Dal 2015 al 2017 è stato presidente della Scuola dei beni e delle attività culturali e del turismo.
Agli inizi del 2016 si schiera a favore della riforma costituzionale Renzi-Boschi, posizionandosi per il Si al referendum confermativo, dichiarando: "Perché lasciare alle nostre spalle un sistema parlamentare binario? Una ragione c'è. Quando fu approvata la Costituzione, il popolo votava soltanto per il Parlamento nazionale. Nel 1970 fu chiamato a votare anche per i consigli regionali. Nel 1979 anche per il Parlamento europeo. Questi svolgono con efficacia la funzione di contrappeso. Si aggiunge a questi il controllo della Corte costituzionale, organo di bilanciamento per eccellenza, in funzione dal 1956. Quindi, il compito originario del Senato — che comunque ha svolto molto poco, limitandosi a essere un doppione o un fattore di ritardo — si è esaurito".
Durante la pandemia di COVID-19 è intervenuto pubblicamente più volte contro il presidente del Consiglio Giuseppe Conte, criticando l’eccessivo ricorso allo strumento del DPCM per le misure di contenimento epidemiologico, in quanto «L’articolo 16 della Costituzione sancisce che solo un atto avente forza di legge può limitare restrizioni alla libertà personale e allo spostamento in caso di rischi connessi alla salute pubblica, quindi sarebbe stato meglio se il Governo avesse emanato decreti-legge da far convertire al Parlamento e poi, usare gli atti amministrativi, come il DPR».
Collabora in qualità di editorialista con il Corriere della Sera e Il Foglio.

## Opere
Ha scritto manuali di diritto amministrativo, di diritto pubblico e di diritto pubblico dell'economia, volumi e articoli sulle imprese pubbliche, sulla proprietà pubblica, sui sistemi creditizi, sull'intervento statale in economia e sulla cultura amministrativa.
I suoi libri principali sono:
- I beni pubblici. Circolazione e tutela, Milano, Giuffrè, 1969
- Il privato e il procedimento amministrativo. Un’analisi della legislazione e della giurisprudenza, Modena, Stem Mucchi, 1971
- Cultura e politica del diritto amministrativo, Bologna, il Mulino, 1971
- La formazione dello Stato amministrativo, Milano, Giuffrè, 1974; II ed., 1976
- L’amministrazione dello Stato, Milano, Giuffrè, 1976
- Questione amministrativa e questione meridionale. Dimensioni e reclutamento della burocrazia dall’Unità ad oggi, Milano, Giuffrè, 1977
- Burocrazia ed economia pubblica. Cronache degli anni ‘70, Bologna, Il Mulino, 1978
- Esiste un governo in Italia?, Roma, Officina Edizioni, 1980
- Il sistema amministrativo italiano, Bologna, il Mulino, 1983; II ed., 1990
- L’amministrazione centrale (a cura di), Utet, Torino, 1984
- È ancora attuale la legge bancaria del 1936? Stato, banche e imprese pubbliche dagli anni ’30 agli anni ’80, Roma, La Nuova Italia Scientifica, 1987
- Le basi del diritto amministrativo, Torino, Einaudi, 1989; II ed., 1991; III ed., Milano, Garzanti, 1995; IV ed., 1997; V ed., 1998; VI ed., 2000
- Casi e materiali di diritto amministrativo, Bologna, Il Mulino, 1990; II ed., 2001, in collaborazione con L. Fiorentino e A. Sandulli
- I controlli nella pubblica amministrazione (a cura di), Bologna, Il Mulino, 1993
- La nuova costituzione economica. Lezioni, Bari, Laterza, 1995; II ed. rivista e aggiornata, 2000; III ed. rivista e aggiornata, 2004; IV ed. rivista e aggiornata (a cura di), 2007; V ed. rivista e aggiornata (a cura di) 2012
- Maggioranza e minoranza: il problema della democrazia in Italia, Milano, Garzanti, 1995
- Lo Stato introvabile. Modernità e arretratezza delle istituzioni italiane, Roma, Donzelli, 1998
- Manuale di diritto pubblico, in collaborazione con S. Battini, C. Franchini, R. Perez, G. Vesperini, Milano, Giuffrè, 2001; II ed., 2002; III ed., 2005; IV ed., 2009
- Ritratto dell’Italia (a cura di), Bari, Laterza, 2001
  - Pubblicato anche in francese, con il titolo Portrait de l’Italie actuelle, Paris, La Documentation Française, 2001
- La crisi dello Stato, Roma-Bari, Laterza, 2002
  - Pubblicato anche in spagnolo, con il titolo La crisis del Estado, Buenos Aires, Abeledo-Perrot, 2003; in portoghese con il titolo A crise do Estado, Campinas S.P., Saberes Editora, 2010
- Lo spazio giuridico globale, Laterza, Roma-Bari, 2003
  - Pubblicato in spagnolo, con il titolo La globalizacion juridica, Madrid-Barcelona, INAP, Ediciones Juridicas, 2006
- Il cittadino nella società, Bari, Laterza, 2004
- Universalità del diritto, Napoli, Editoriale Scientifica, 2005
- Oltre lo Stato, Roma-Bari, Laterza, 2006  Il mondo nuovo del diritto. Un giurista e il suo tempo, Bologna, Il Mulino, 2008, ISBN 978-88-15-12535-4
- Culture et politique du droit administratif, Paris, Dalloz, 2008
- I tribunali di Babele. I giudici alla ricerca di un nuovo ordine globale, Roma, Donzelli, 2009, ISBN 978-88-6036-354-1
  - Pubblicato in Inglese col titolo When legal orders collide: the role of courts, Sevilla, Global law press editorial derecho global, 2010; in spagnolo col titolo Los tribunales ante la construcción de un sistema jurídico global, Sevilla, Global law press editorial derecho global, 2010
- Il diritto globale. Giustizia e democrazia oltre lo Stato, Torino, Einaudi, 2009, ISBN 978-88-06-19690-5
- Massimo Severo Giannini (a cura di), Bari-Roma, Laterza, 2010
- Il diritto amministrativo: storia e prospettive, Milano, Giuffrè, 2010
- Lo Stato fascista, Bologna, Il Mulino, 2010
- L’Italia: una società senza Stato?, Bologna, Il Mulino, 2011, ISBN 978-88-152-3378-3
- Tre maestri del diritto pubblico, Napoli, Editoriale Scientifica, 2013, ISBN 978-88-6342-467-6
- Lo Stato e il suo diritto, con Pierangelo Schiera e Armin von Bogdandy, Bologna, Il Mulino, 2013
- Chi governa il mondo?, Bologna, Il Mulino, 2013
- Diritto amministrativo. Una conversazione con Luisa Torchia, Bologna, Il Mulino, 2014
- L’Italie, le Fascisme et l’Etat, traduction et préface d’Eric Vial, Paris, Edition Rue d’Ulm/Presses de l’Ecole Normale Supérieure, 2014
- Governare gli italiani. Storia dello Stato, Bologna, Il Mulino, 2014, ISBN 978-88-152-5100-8
- Dentro la Corte. Diario di un giudice costituzionale, Il Mulino, Bologna, 2015, ISBN 978-88-152-5731-4
- Territori e potere. Un nuovo ruolo per gli Stati?, Bologna, Il Mulino, 2016, ISBN 978-88-152-6632-3
- Research Handbook on Global Administrative Law (a cura di), Elgar, Cheltenham–Northampton, 2016
- Lezioni sul meridionalismo. Nord e Sud nella storia d'Italia (a cura di), Il Mulino, Bologna, 2016
- La democrazia e i suoi limiti, Milano, Mondadori, 2017, ISBN 978-88-04-67518-1
- The Administrative State, con A. von Bogdandy, P. M. Huber (a cura di), Oxford, Oxford University Press, 2017
- La democrazia e i suoi limiti. Nuova edizione aggiornata, Milano, Mondadori, 2018
- A World government?, Sevilla, Global Law Press, 2018
- I Presidenti della Repubblica, S. Cassese, G. Galasso, A. Melloni,  Bologna, il Mulino, 2018, ISBN 978-88-15-27568-4
- La Svolta. Dialoghi sulla politica che cambia, Bologna, il Mulino, 2019, ISBN 978-8815280039
- Il Popolo e i suoi rappresentanti, Roma, Edizioni di storia e letteratura, 2019, ISBN 978-8893593205
- Il Buon governo. L’età dei doveri, Milano, Mondadori, 2020, ISBN 9788804726142
- Una volta il futuro era migliore. Lezioni per invertire la rotta, Milano, Solferino, 2021, ISBN 9788828205975
- Advanced introduction to Global administrative law, Cheltenham, Northampton, Elgar, 2021, ISBN 978-1789904239
- Intellettuali, Bologna, il Mulino, 2021, ISBN 9788815293152
- La nuova Costituzione economica, Roma-Bari, Laterza, 2021, ISBN 9788859300625
- Il governo dei giudici, Roma-Bari, Laterza, 2022, ISBN 978-8858147467
- I presidenti e la presidenza del Consiglio dei ministri nell’Italia repubblicana. Storia, politica, istituzioni, con A. Pajno, A. Melloni, Roma-Bari, Laterza, 2022, ISBN 9788858146781
- Amministrare la Nazione, Milano, Mondadori, 2023, ISBN 9788804766346
- "Le Strutture del Potere", Intervista di Alessandra Sardoni, Laterza, 2023, ISBN  9788858152140
- "Varcare le Frontiere. Una autobiografia intellettuale", Milano, Mondadori, 2024,  ISBN 9788804792079